# Lepidiota brenskei
Lepidiota brenskei är en skalbaggsart som beskrevs av Moser 1908. Lepidiota brenskei ingår i släktet Lepidiota och familjen Melolonthidae. Inga underarter finns listade i Catalogue of Life.